# Fabiano Wey
Fabiano Wey (* 27. Oktober 1990) ist ein Schweizer Paracycler, der Rennen auf dem Dreirad bestreitet.

## Sportlicher Werdegang

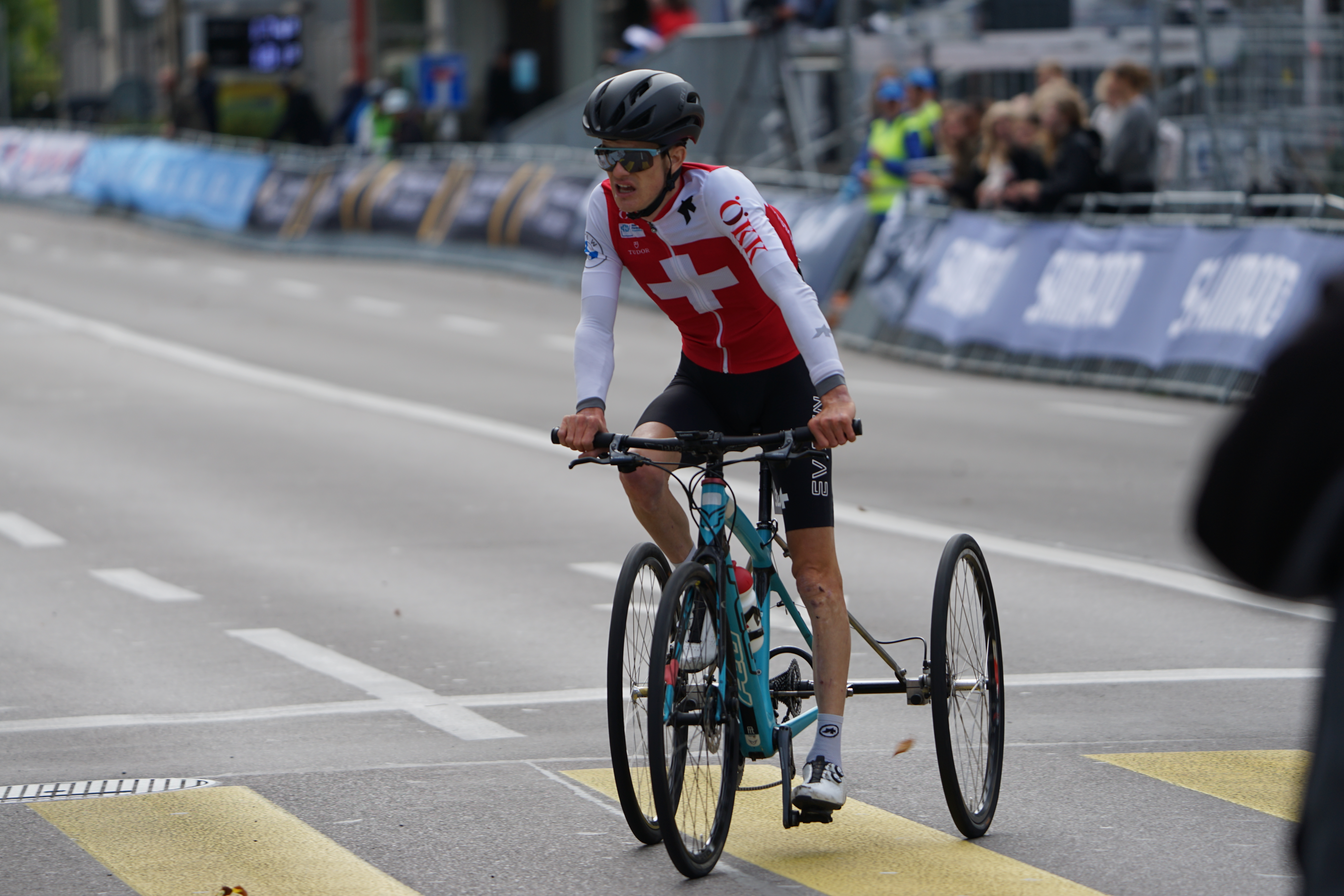
Fabiano Wey bei der Paracycling-WM 2024 in Zürich

Im frühen Kindesalter wurde bei Fabiano Wey eine polyneuropathische Ataxie (neurologische Gleichgewichtsstörungen) diagnostiziert. Später trainierte er regelmässig im  Paraplegiker-Zentrum in Nottwil; dort wurde er angesprochen, ob er Interesse habe, Leistungsradsport zu betreiben. Im Alltag ist er für längere Strecken auf den Rollstuhl angewiesen.
2021 wurde Wey bei den Europameisterschaften in Österreich zweifacher Europameister in Einzelzeitfahren und Strassenrennen.

## Privates und Berufliches
Wey studierte Wirtschaft an der Universität Bern und absolvierte eine Ausbildung in Sportmanagement. Ab 2020 betreute er das deutschschweizerische Eishockey-Magazin Gazzetta dell’Ambrì und ist für die Plattform swisshockeynews.ch zuständig. Er ist bei der sportcom solutions mit Sitz in Luzern angestellt und betreut die Plattform para-news.ch. Jeweils einen Tag pro Woche ist er als Sachbearbeiter für die Handchirurgie im Schweizer Paraplegiker-Zentrum tätig.

## Erfolge
2021
- Europameister – Einzelzeitfahren, Strassenrennen